# Zrínyi Péter
Gróf Zrínyi IV. Péter (horvátul: Petar Zrinski, németül: Petar Zrinski; Vrbovec, Magyar Királyság, 1621. június 6. – Bécsújhely, Habsburg Birodalom, 1671. április 30.), hadvezér, költő, Horvátország bánja 1665 és 1670 között, Zrínyi György bán fia. A Habsburgok megdöntésére irányuló Wesselényi-összeesküvésben való részvételéért előbb 1670-ben elfogták és börtönbe zárták, majd hazaárulás vádjával 1671-ben kivégezték. A nemesi Zrínyi család tagja, felesége, Frangepán Katalin révén Frangepán Ferenc Kristóf sógora, Zrínyi Ilona édesapja.

## Életrajza
Apja, Zrínyi György (1599–1626), horvát bán, és anyja, gróf rimaszécsi és felsőlindvai Széchy Magdolna volt. Apai nagyszülei Zrínyi György (1549–1603), tárnokmester, gróf Sophia von Stubenberg voltak. Anyai nagyszülei gróf rimaszécsi és felsőlindvai Széchy Tamás és báró Forgách Margit voltak.
Zrínyi Péter gróf 1641-ben feleségül vette Frangepán Katalint. Az ifjú pár az ozalji és váltakozva egyéb váraikban lakott, nagy fénnyel és pompával. Frangepán Katalin szellemi fölénye férje felett szembetűnő volt, a Frangepán család hagyományos németellenessége pedig mindkettőjükre nézve végzetessé vált.
Zrínyi a birtokait elfoglaló és azokon garázdálkodó horvát határőrvidéki német tisztek ellen nyílt harcot folytatott, több megerősített helyből kiverte őket és lábbal taposta a német lobogókat, amiért III. Ferdinánd 1642. augusztus 22-én és december 10-én kelt dekrétumában felségsértőnek nyilvánította. Egyéb bántódása azonban nem esett, mert a török elleni harcokban kivívott fényes sikerei elnémították ellenfeleit. Említést érdemel még az 1647-ben, Légrádnál vívott csata, amelyért cserébe az udvar fátylat borított Zrínyi németek iránti gyűlöletére, és Zrínyi Péter 1647-ben Sichelberg (Žumberak/Horvátország) kapitánya lett. Még 1647-ben Zrínyi nagy sereget vezetett, a király segítségére, a svédek ellen. Ezekben a harcokban nagyon kitüntette magát.
1649-ben hősiesen harcolt a törökök ellen Szluinnál, Légrádnál, Kanizsánál, majd Horvátország déli részein, de a török elleni hadakozástól eltiltották, amit nem tartott be. Sok panasz merült fel ellene. 1654-ben engedély nélkül harcolt Dalmáciában a törökök ellen, és Cattaro körül elfogott egy török hadihajót, amit átadott a zárai parancsnoknak. A töröktől megszabadult cattaróiak egy drága karddal ajándékozták meg. Ezért a grazi haditanács igazolásra szólította fel, de ő nem ment el, hanem azt válaszolta, hogy nem mehet, mert sereggel a török ellen, Szluin alá kell vonulnia. Ezért 1654 augusztusában minden tisztségétől megfosztották, pedig ő volt ekkor a könnyűlovasság generálisa, a karlováci, szluini, velomoricskai, jamnicskai várak és az összes uszkókok (szerb menekültek) főkapitánya. Egyben szigorúan eltiltották a török pasákkal való levelezéstől, s a Velencével való alkudozástól.
1655-ben kiújult a török elleni háború. Zrínyi nagy sereggel csatlakozott Auersperg generálishoz; Viszibabánál 7000 törököt szétvert és óriási zsákmányt szerzett. Ezért újból visszahelyezték méltóságaiba, és kinevezték zenggi és az egész dalmátpart főkapitányává. Amikor újból panaszokkal léptek fel ellene, hogy sem ő, sem a Frangepánok nem akarnak a német generálisoknak szót fogadni és mindenben önkényesen jár el, akkor 1657-ben lemondott összes katonai beosztásáról, és elment Grazba, majd innen Bécsbe, hogy az ellene emelt vádak ellen védekezzen.
Alig ért Bécsbe, újból visszahelyezték méltóságaiba és sürgősen Horvátországba küldték, mert híre jött annak, hogy a törökök ismét kezdenek beözönleni a határokon. Zrínyi 1658 novemberében megverte a törököt Berlognál és Perusicánál, 1659-ben pedig Zenggnél. 1661-ben megfosztották a fontos zenggi kapitányságtól és ogulini és primorjei generális lett. Bátyja, Zrínyi Miklós halála után, 1665 januárjában bánná nevezték ki. Nagy buzgalommal hozzáfogott sokoldalú kötelességeinek teljesítéséhez, de emellett időt talált arra is, hogy Zrínyi Miklós eposzát, a „Szigeti veszedelmet” lefordítsa horvát nyelvre. Munkája azonban tulajdonképpen nem fordítás, hanem körülíró átdolgozás. A munkát kétszer tette át: először 1660-ban, másodszor 1666-ban, de bármelyiket tekintjük, szembetűnik, hogy nem művészi célok vezették, mert költői tehetsége kevés volt, hanem bántotta az, hogy Zrínyi Miklós nem horvátul írta meg.

### Wesselényi-összeesküvés

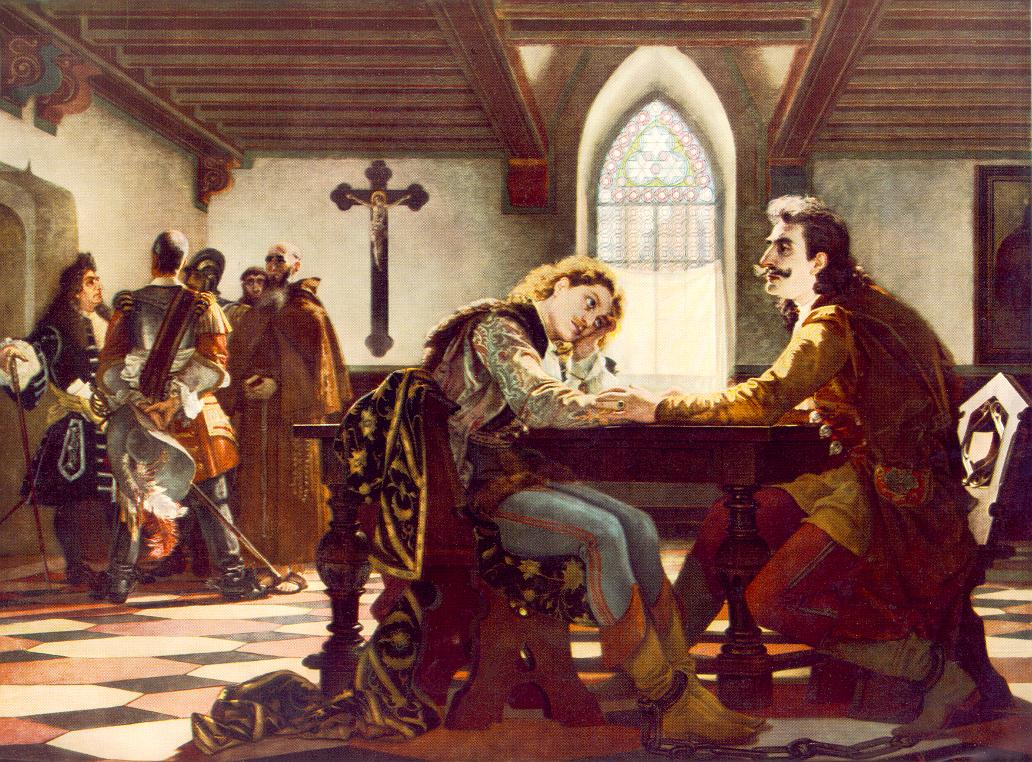
Zrínyi Péter és Frangepán Ferenc Kristóf (Madarász Viktor festménye)

Katalin rábírta férjét, hogy szövetségre lépjen a magyar elégedetlenekkel. Erre kedvező alkalmul kínálkozott legidősebb lányuknak, Zrínyi Ilonának I. Rákóczi Ferenccel való eljegyzési ünnepsége. Zrínyi 1666. október 6-án találkozott Wesselényi nádorral, Lippay prímással és Nádasdy Ferenccel, velük a német kormány ellen titkos szövetségre lépett és letette a hűség- és titoktartás esküjét (lásd: Wesselényi-összeesküvés). Bécsben az udvar megrémült, és az összeesküvők ügyét külön bizottságra bízta, amelynek elnöke Lobkowitz miniszter volt. A bizottság úgy döntött, hogy Zrínyit Borkovics révén tőrbe csalják. Egyúttal báró Spankau generálist arra utasították, hogy 6000 emberrel foglalja el Csáktornyát és Légrádot. Zrínyi és Frangepán Ferenc Kristóf elhatározták, hogy egyenesen Bécsbe mennek, és kegyelemre megadják magukat, annál is inkább, mert Borkovics és Forstelli olyan ígéretet hoztak magukkal, hogy semmi bántódásuk nem lesz, ha megadják magukat, hiszen Zrínyi fia, János túszként már Bécsben volt.

### Kivégzése

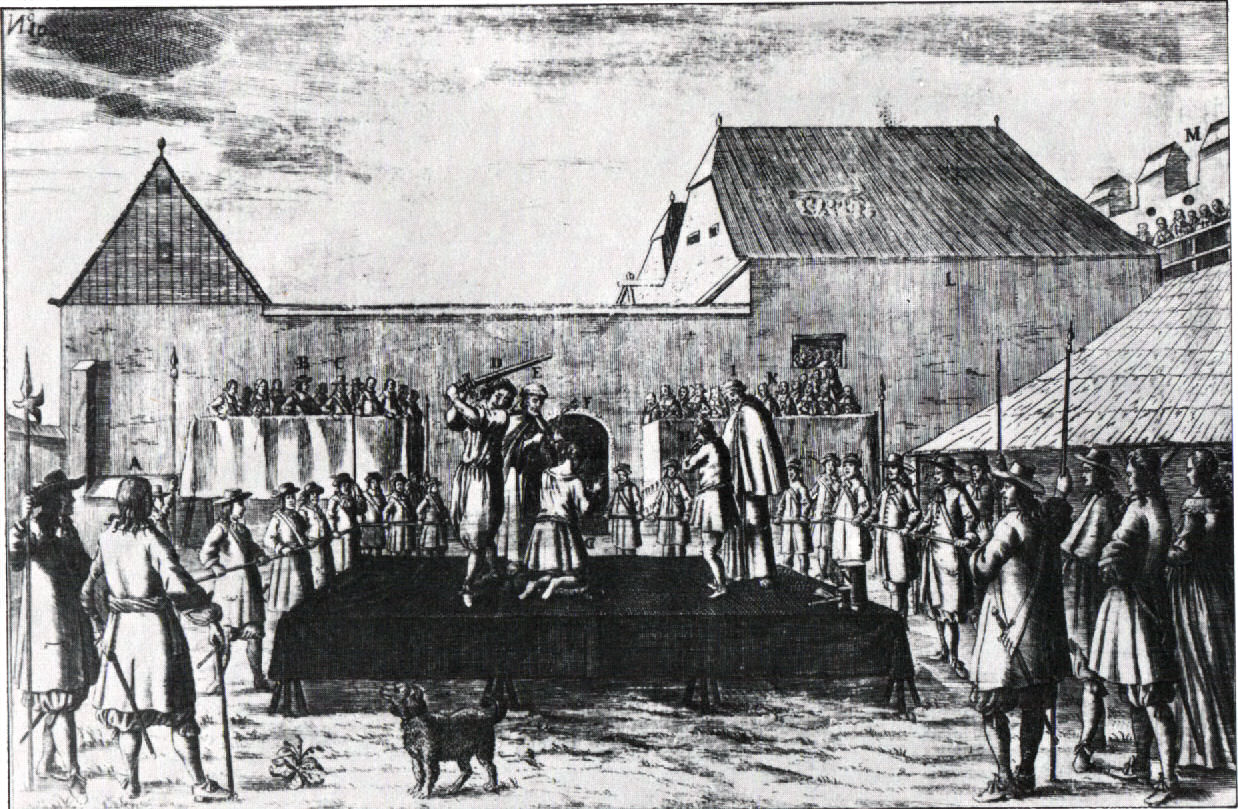
Zrínyi és Frangepán kivégzése Bécsújhelyen

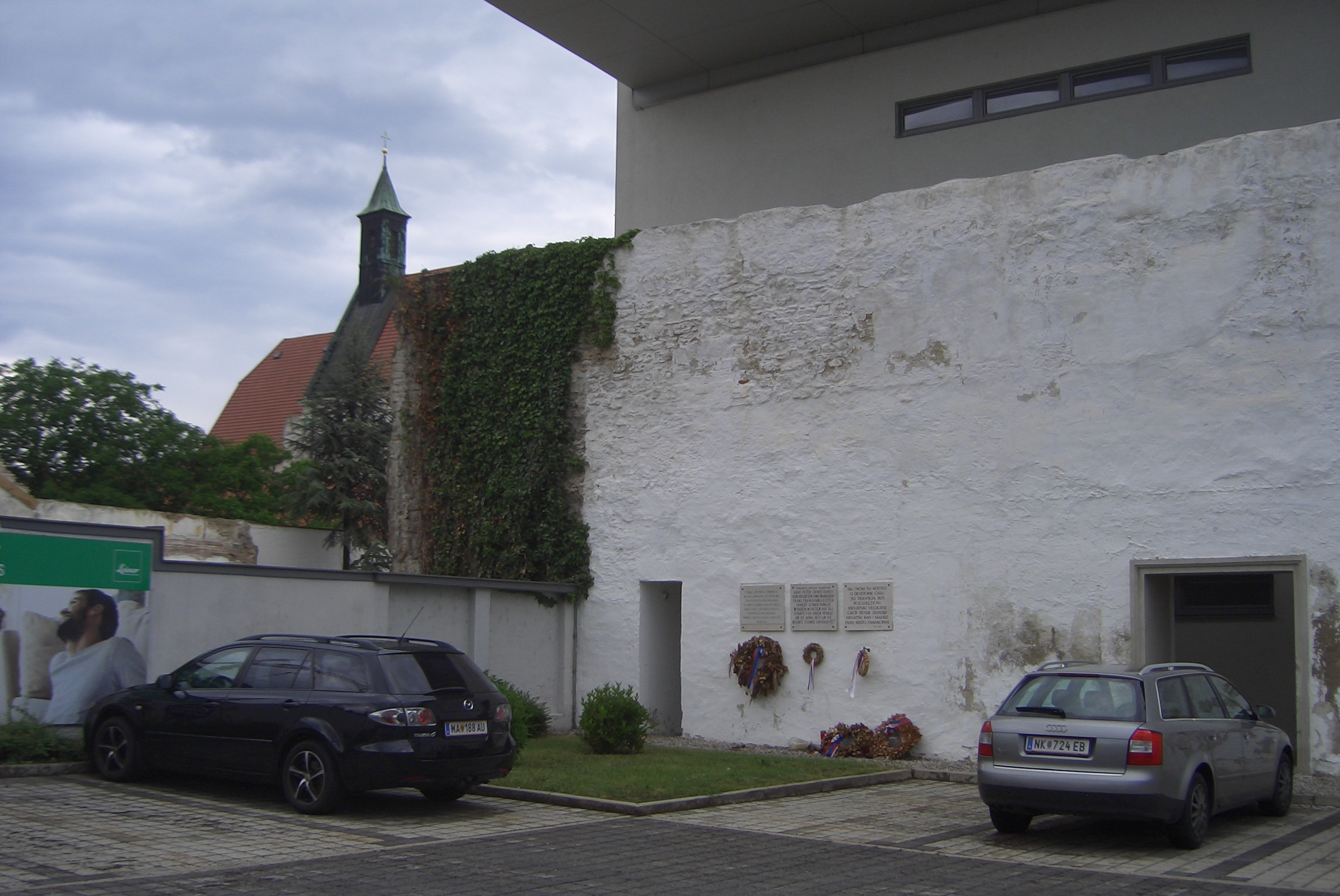
Kivégzésük helyszíne Bécsújhely déli városfalánál, német, horvát és latin nyelvű emléktáblákkal

Csáktornyáról 1670. április 13-án éjjel távoztak, Frangepán Katalin és leánya ott maradt. Zrínyit és Frangepánt a bécsújhelyi börtönbe zárták. Itt Zrínyi ékes latin nyelven írt egy önigazolást a királyhoz, amelyben igazolni igyekezett tetteit, és hivatkozott a király ígéretére, ami szerint nem lesz bántódása, ha megadja magát. Az ő, Miklós bátyja és más őseik nagy érdemeire hivatkozva kegyelmet kért. Mindezt hiába tette. Egy év egy hónapi fogság után egy német bíróság alkotmányellenesen halálra ítélte őt és sógorát Frangepán Ferenc Kristófot. A kivégzésre 1671. április 30-án került sor Bécsújhelyen. Zrínyi hősként, félelem nélkül lépett a vérpadra. Augusztics Tamás zágrábi kanonok írja (mint szemtanú), hogy a hóhér több ügyetlen csapás után fejét inkább letépte, mint levágta. Az ő és Frangepán holttestét egy gödörbe dobták a Szent Mihály-templom fala mellett, és a kápolna falára egy kis táblát szegeztek a következő felirattal:
```
Hoc in tumulo jacent Comes Petrus Zriny Banus Croatiae et Marchio Franciscus Frangepan ultimus familiae, qui quia caecus caecum duxit, ambo in hanc foveam ceciderunt. Discite mortales et casu discite nostro: Observare fidem Regibus atque Deo.
```

```
Ebben a sírban fekszik a horvát bán, gróf Zrínyi  Péter és a család utolsó tagja, Frangepán Ferenc Kristóf, akik – mivel vak vezetett világtalant – mindketten ebbe a gödörbe estek. Tanuljatok halandók, és tanuljátok meg: Tiszteljétek a királyotokat és Istent.
```

## Családja

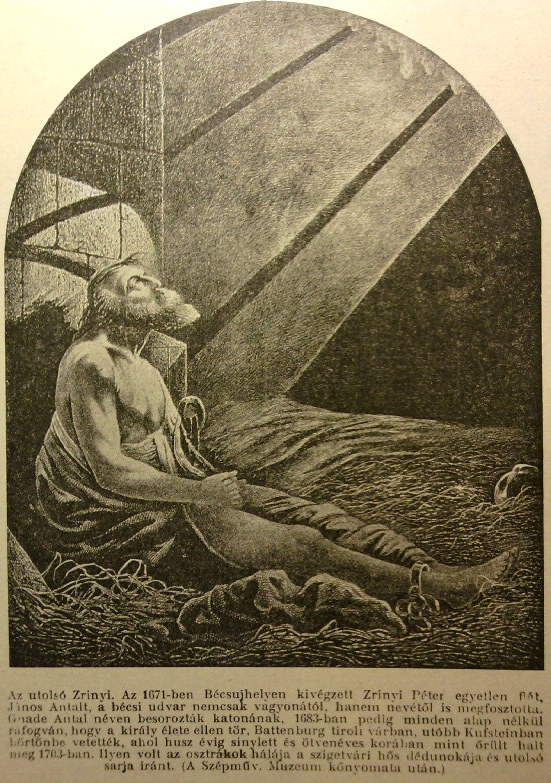
Zrínyi János Antal a börtönben

Kivégzésének hírére Frangepán Katalin elméje elborult. Az özvegy 1673. november 16-án halt meg egy grazi zárdában. Egyetlen fiukat, János Antalt a bécsi udvar a családnevétől is megfosztotta. Gnade Antal néven sorozták be katonának. 1683-ban minden alap nélkül megvádolták, hogy a király élete ellen tör. Börtönbe vetették, és húsz éven át rabként sínylődött, előbb a tiroli Rattenburg várában, később Kufsteinban. Itt megőrült, és 1703-ban, ötvenéves korában meghalt. Ő volt a Zrínyi család utolsó sarja.

## Síremléke

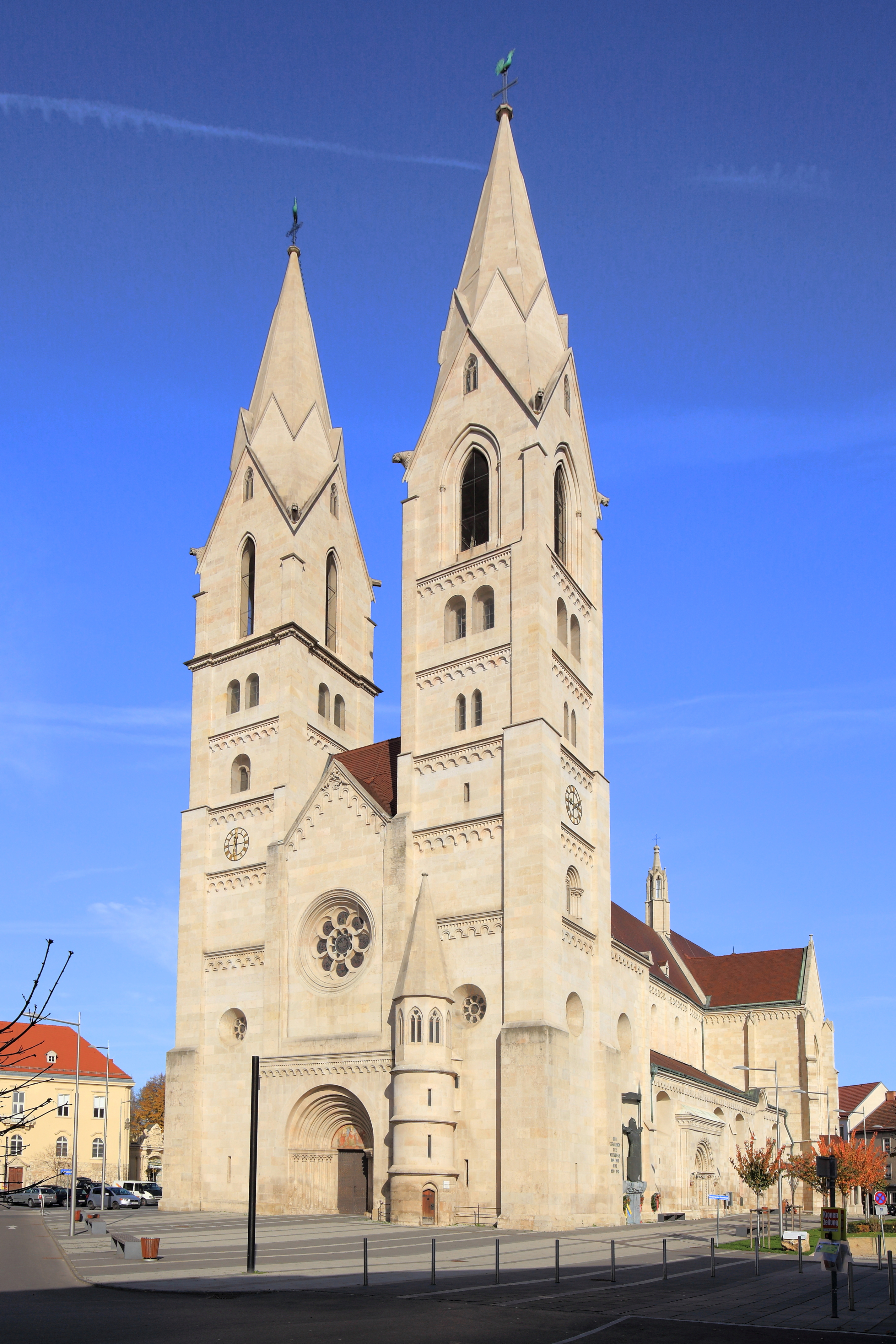
A bécsújhelyi dóm
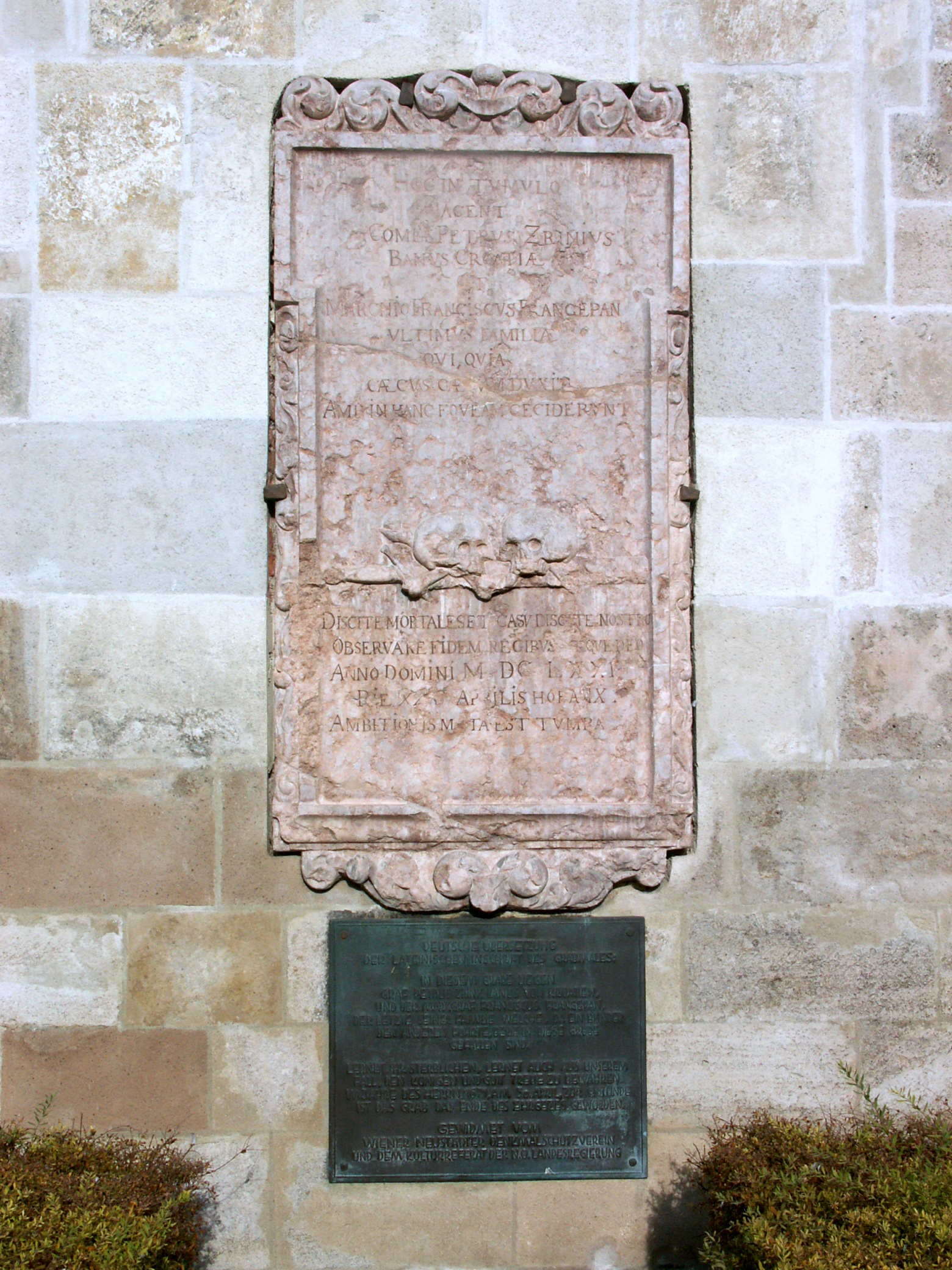
A dóm falán Zrínyi Péter és Frangepán Ferenc emléktáblája
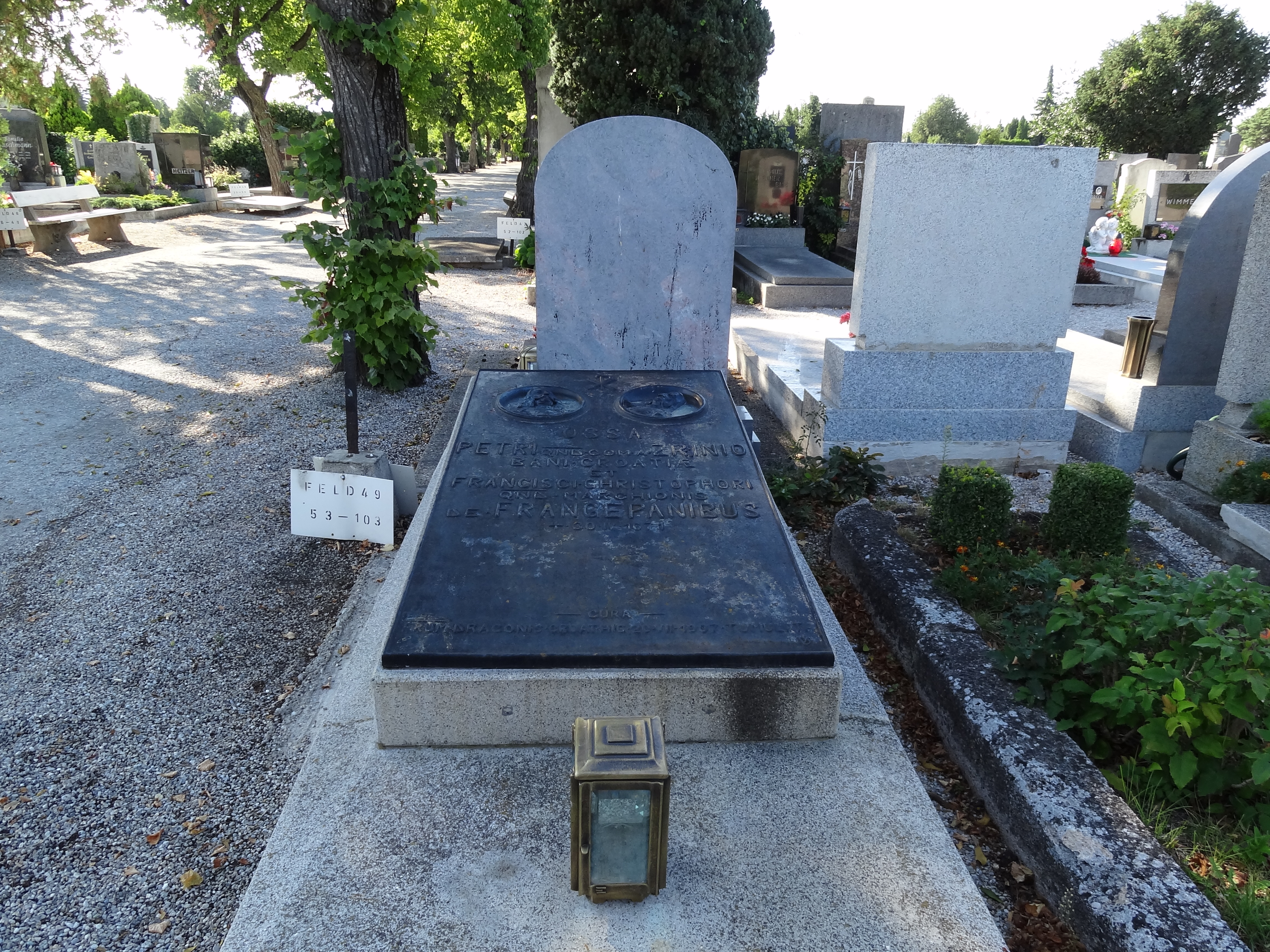
Zrínyi és Frangepán síremléke Bécsújhelyen